# Karim El Hany
Karim El-Hany, né le 12 janvier 1988 à Sartène, est un footballeur franco-marocain. Il évolue actuellement au MCO Mouloudia Club d'Oujda comme milieu de terrain.

## Biographie
Né de parents marocains d'origines de taza , il grandit à Sartène, sous-préfecture de Corse-du-Sud. C'est très jeune qu'il commence sa carrière au GFCO Ajaccio.
Ayant évolué durant trois saisons au GFCO Ajaccio, le milieu de terrain de 22 ans réalise une dernière saison pleine avec 32 rencontres jouées pour huit buts inscrits, lui permettant ainsi de signer (pour 3 ans) à l'intersaison 2010 à l'AC Ajaccio.
Le 30 janvier 2013, il s'engage avec l'équipe belge du FC Brussels ( Division 2 ), profitant de cette occasion pour commencer sa carrière à l'international. Il lui restait alors 6 mois de contrat avec l'équipe Corse.
Le Royal White Star Bruxelles l'engage 6 mois tout juste après ses débuts au FC Brussels. Il joue deux saisons au sein du club bruxellois puis part en 2015 pour le Mouloudia Club d'Oujda.